# Tetranychus margaretae
Tetranychus margaretae är en spindeldjursart som beskrevs av Meyer 1974. Tetranychus margaretae ingår i släktet Tetranychus och familjen Tetranychidae. Inga underarter finns listade i Catalogue of Life.